# Aleksiej Gaskarow
Aleksiej Władimirowicz Gaskarow, ros. Алексе́й Влади́мирович Гаскаров (ur. 18 czerwca 1985 w mieście Żukowskij) – rosyjski ekonomista i działacz społeczny, obrońca praw człowieka.

## Życiorys
Urodził się w mieście Żukowskij, w obwodzie moskiewskim. Ukończył studia z zakresu ekonomii. Pracował początkowo w Instytucie Socjologii Rosyjskiej Akademii Nauk, zajmując się ruchami społecznymi. Był także konsultantem w firmie konsultingowej Expert Systems. Działalność polityczną rozpoczął jako uczeń szkoły średniej, protestując przeciwko deforestacji miast w obwodzie moskiewskim. Z czasem poświęcił się działalności na rzecz miasta Żukowskij, organizując w mieście klub piłkarski, kinoteatr i stowarzyszenie właścicieli nieruchomości, organizował także koncerty.

### Proces i wyrok
3 sierpnia 2010 został aresztowany w czasie protestów przeciwko deforestacji Chimek, związanej z planami budowy autostrady Moskwa-Petersburg. Gaskarow został oskarżony o chuligaństwo, a przeciw jego uwięzieniu protestowali inni uczestnicy protestów. 22 października 2010 zwolniony z więzienia, ale pozostał pod nadzorem policji. Latem 2011 został uwolniony od zarzutów, przyznano mu także 50 tys. rubli odszkodowania za nieuzasadnione aresztowanie, ale tych pieniędzy nigdy nie otrzymał.
Gaskarow był jednym z obserwatorów wyborów parlamentarnych w grudniu 2011, a następnie wziął udział w protestach moskiewskich przeciwko fałszowaniu wyników wyborów. 6 maja 2012 był jednym z organizatorów protestów, w dniu zaprzysiężenia Władimira Putina na prezydenta Rosji. W czasie tłumienia protestów, Gaskarow został przez policjantów pobity i skopany. 28 maja 2012 Gaskarow złożył doniesienie do prokuratury jako ofiara przestępstwa popełnionego przez policjantów. Prokuratura nie wszczęła postępowania w tej sprawie. W październiku 2012 został wybrany do Rady Koordynacyjnej opozycji rosyjskiej, w której zajmował się ruchami społecznymi. W marcu 2013 został wybrany do alternatywnej rady ludowej miasta Żukowskij.
28 kwietnia 2013 został zatrzymany przez policję pod zarzutem prowadzenia działalności antypaństwowej. W maju t.r. policja zatrzymała także dziewięć osób, które protestowały przeciwko zatrzymaniu Gaskarowa. W procesie, który rozpoczął się w marcu 2014 przed Sądem Okręgowym w Moskwie na ławie oskarżonych zasiedli obok Gaskarowa jego współpracownicy: Ilia Guszin, Jelena Kochtariewa i Aleksander Margolin. 18 sierpnia 2014 Sąd wydał wyrok skazujący – Gaskarow i Margolin zostali skazani na trzy i pół roku pobytu w kolonii karnej, za wywoływanie niepokojów społecznych (art. 212 KK) i stosowanie przemocy wobec funkcjonariuszy policji (art. 318 KK). Pozostali oskarżeni otrzymali niższe wyroki. 27 października 2016 wyszedł na wolność po odbyciu kary w kolonii karnej w Nowomoskowsku.